# Gérald Fournel
Gérald Fournel, né le 12 avril 1978 à Saint-Étienne, est un footballeur français. Il a évolué comme défenseur.

## Biographie
Formé au centre de formation du Montpellier HSC pendant cinq ans, il a commencé sa carrière professionnelle dans ce club pour la saison 1999-2000. Il a ensuite signé, pour 2 ans, au Pau FC. De 2002 à 2003, il a poursuivi au Mans FC (montée en ligue 1 en 2003). Il a rejoint le Tours FC pendant 2 ans. Il a fini sa carrière à Yzeure avec une accession de CFA en national en 2006.

De 2007-2009, il a évolué dans l’équipe Corpo Nicollin en intégrant le Groupe Nicollin dans une reconversion en tant qu’attaché commercial et il a ensuite fini sa carrière en amateur 2011 à Canet (34).

Aujourd’hui, il est toujours attaché commercial dans le Groupe Nicollin et entraîneur adjoint de l'équipe Séniors de l'Entente Saint Clément Montferrier en National 3.

## Palmarès
- Saison 95-96 : Montpellier HSC Vainqueur coupe Gambardella

- Saison 02-03 : Le Mans Football Club

- Saison 05-06 : Moulins Yzeure Foot 03 Auvergne